# Horacio Cardozo
Horacio Ramón Cardozo (Mburucuyá, 29 novembre 1979) è un ex calciatore argentino, di ruolo centrocampista.

## Palmarès

### Club

#### Competizioni nazionali
- Coppa di Cipro: 1

Apollon Limassol: 2012-2013